# وسلاکو (تگزاس)
وسلاکو، تگزاس(به انگلیسی: Weslaco, Texas) شهری در ایالت تگزاس از ایالات جنوبی ایالات متحده آمریکا است. در سرشماری سال ۲۰۰۰، جمعیت این شهر ۲۶۹۳۵ نفر اعلام شد.